# Voltor capblanc
El voltor capblanc (Trigonoceps occipitalis) és un voltor del Vell Món, per tant un ocell rapinyaire de la família dels accipítrids (Accipitridae). És l'únic membre del gènere Trigonoceps. Aquest voltor té una distribució molt discontinua a l'Àfrica subsahariana. El seu estat de conservació es considera en perill crític d'extinció.

## Morfologia
- Voltor de mitjana grandària amb 72 – 82 cm de llargària, 207 – 223 cm d'envergadura i un pes de 3,3 – 5,3 kg.[5]
- Pell nua de cap i coll blanca amb les galtes i part anterior del coll rosa. Curt plomall a la part posterior del capell.
- Plomes de l'abdomen i les cuixes, blanques. Pit i parts superiors brunes, amb les rèmiges secundàries blanquinoses.
- Cua una mica arrodonida, negra.
- Iris de color ocre. Base del bec blau clar, amb taronja la resta. Les potes són rosa amb fortes urpes negres.
- El jove és en general més fosc.

## Hàbitat i distribució
Habita zones obertes de sabanes i estepes en una àrea discontínua que abraça gran part d'Àfrica al sud del Sàhara, des del Senegal a l'oest fins al Sudan i Eritrea a l'est i, cap al sud, Sud-àfrica septentrional, fins al riu Orange.

## Alimentació
S'alimenta de tots tipus de carronya, però també pot capturar algun ocell com flamencs o pintades, cries de mamífers, rèptils, peixos encallats i insectes.

## Reproducció
Després d'una parada nupcial senzilla en què el mascle vola fent cercles, es forma la parella. Fan un niu dalt d'un arbre, amb branquetes i folrat d'herba i pèl, amb un diàmetre de 80 – 170 cm i una alçada de 20 – 60 cm, on ponen un únic ou que ambdós pares coven durant 51 – 56 dies. El jove és independent als 110 – 120 dies de l'eclosió.

## Estatus
Amb grans diferències regionals, la població total de l'espècie ha minvat en les darreres dècades, estimant la UICN que és d'uns 7000 a 12500 individus. Les principals causes de disminució són la manca d'aliments a causa de la reducció de la població de grans i petits mamífers i la destrucció de l'hàbitat a causa dels canvis d'ús. També els esquers enverinats i les molèsties als nius. Amb la contínua disminució, la UICN classifica l'espècie com a "vulnerable".